# Криви раци
Кривите раци, наричани също морски раци или крабове (Brachyura), са инфраразред висши ракообразни от разред Десетоноги (Decapoda).
Разпространени са във всички океани, в сладководни басейни и на сушата. В сравнение с другите ракообразни имат характерна много къса опашка, обикновено скрита под черупката им. Покрити са с дебел външен скелет, образуван от силно минерализиран хитин, и имат един чифт щипки.

## Съвременни семейства
Инфраразред Brachyura – Криви раци
- Секция Dromiacea
  - Надсемейство Dromioidea
    - Семейство Dromiidae
    - Семейство Dynomenidae

  - Надсемейство Homolodromioidea
    - Семейство Homolodromiidae

  - Надсемейство Homoloidea
    - Семейство Homolidae
    - Семейство Latreilliidae
    - Семейство Poupiniidae
- Секция Raninoida
  - Надсемейство Raninoidea
    - Семейство Raninidae
- Секция Cyclodorippoida
  - Надсемейство Cyclodorippoidea
    - Семейство Cyclodorippidae
    - Семейство Cymonomidae
    - Семейство Phyllotymolinidae
- Секция Eubrachyura
  - Подсекция Heterotremata
    - Надсемейство Aethroidea
      - Семейство Aethridae

    - Надсемейство Bellioidea
      - Семейство Belliidae

    - Надсемейство Bythograeoidea
      - Семейство Bythograeidae

    - Надсемейство Calappoidea
      - Семейство Calappidae
      - Семейство Matutidae

    - Надсемейство Cancroidea
      - Семейство Atelecyclidae
      - Семейство Cancridae

    - Надсемейство Carpilioidea
      - Семейство Carpiliidae

    - Надсемейство Cheiragonoidea
      - Семейство Cheiragonidae

    - Надсемейство Corystoidea
      - Семейство Corystidae

    - Надсемейство Dairoidea
      - Семейство Dairidae
      - Семейство Dacryoplilumnidae

    - Надсемейство Dorippoidea
      - Семейство Dorippidae
      - Семейство Ethusidae

    - Надсемейство Eriphioidea
      - Семейство Dairoididae
      - Семейство Eriphiidae
      - Семейство Hypothalassiidae
      - Семейство Menippidae
      - Семейство Oziidae
      - Семейство Platyxanthidae

    - Надсемейство Gecarcinucoidea
      - Семейство Gecarcinucidae
      - Семейство Parathelphusidae

    - Надсемейство Goneplacoidea
      - Семейство Acidopsidae
      - Семейство Chasmocarcinidae
      - Семейство Conleyidae
      - Семейство Euryplacidae
      - Семейство Goneplacidae
      - Семейство Litocheiridae
      - Семейство Mathildellidae
      - Семейство Progeryonidae
      - Семейство Scalopidiidae
      - Семейство Sotoplacidae
      - Семейство Vultocinidae

    - Надсемейство Hexapodoidea
      - Семейство Hexapodidae

    - Надсемейство Leucosioidea
      - Семейство Leucosiidae
      - Семейство Iphiculidae

    - Надсемейство Majoidea
      - Семейство Epialtidae
      - Семейство Hymenosomatidae
      - Семейство Inachidae
      - Семейство Inachoididae
      - Семейство Majidae
      - Семейство Oregoniidae

    - Надсемейство Orithyioidea
      - Семейство Orithyiidae

    - Надсемейство Palicoidea
      - Семейство Crossotonotidae
      - Семейство Palicidae

    - Надсемейство Parthenopoidea
      - Семейство Parthenopidae

    - Надсемейство Pilumnoidea
      - Семейство Galenidae
      - Семейство Pilumnidae
      - Семейство Tanaocheleidae

    - Надсемейство Portunoidea
      - Семейство Carcinidae
      - Семейство Catoptridae
      - Семейство Geryonidae
      - Семейство Macropipidae
      - Семейство Pirimelidae
      - Семейство Portunidae
      - Семейство Thiidae

    - Надсемейство Potamoidea
      - Семейство Potamidae
      - Семейство Potamonautidae

    - Надсемейство Pseudothelphusoidea
      - Семейство Pseudothelphusidae

    - Надсемейство Pseudozioidea
      - Семейство Christmaplacidae
      - Семейство Pilumnoididae
      - Семейство Planopilumnidae
      - Семейство Pseudoziidae

    - Надсемейство Retroplumoidea
      - Семейство Retroplumidae

    - Надсемейство Trapezioidea
      - Семейство Domeciidae
      - Семейство Tetraliidae
      - Семейство Trapeziidae

    - Надсемейство Trichodactyloidea
      - Семейство Trichodactylidae

    - Надсемейство Xanthoidea
      - Семейство Panopeidae
      - Семейство Pseudorhombilidae
      - Семейство Xanthidae

  - Подсекция Thoracotremata
    - Надсемейство Cryptochiroidea
      - Семейство Cryptochiridae

    - Надсемейство Grapsoidea
      - Семейство Gecarcinidae
      - Семейство Glyptograpsidae
      - Семейство Grapsidae
      - Семейство Plagusiidae
      - Семейство Sesarmidae
      - Семейство Varunidae
      - Семейство Xenograpsidae

    - Надсемейство Ocypodoidea
      - Семейство Camptandriidae
      - Семейство Dotillidae
      - Семейство Heloeciidae
      - Семейство Macrophthalmidae
      - Семейство Mictyridae
      - Семейство Ocypodidae
      - Семейство Ucididae
      - Семейство Xenophthalmidae

    - Надсемейство Pinnotheroidea
      - Семейство Pinnotheridae